# فرانسیسکو رودریگز (رئیس‌جمهور پاناما)
فرانسیسکو رودریگز (انگلیسی: Francisco Rodríguez؛ زادهٔ ۲۴ نوامبر ۱۹۳۸) سیاستمدار اهل پاناما است. وی از ۱ سپتامبر ۱۹۸۹ تا ۲۰ دسامبر ۱۹۸۹ رئیس‌جمهور موقت پاناما بود.